# Прапор Вервіка
Прапор Вервіка був офіційно затверджений муніципальною радою 30 січня 1985 року як муніципальний прапор західнофламандської комуни Вервік. 7 травня 1985 року він був підтверджений урядом Фландрії та остаточно опублікований 8 липня 1986 року в офіційному бельгійському державному віснику.

Офіційно прапор описується так: 
Дві однаково довгі смуги жовтого і червоного кольорів.
Кольори прапора походять від герба комуни.

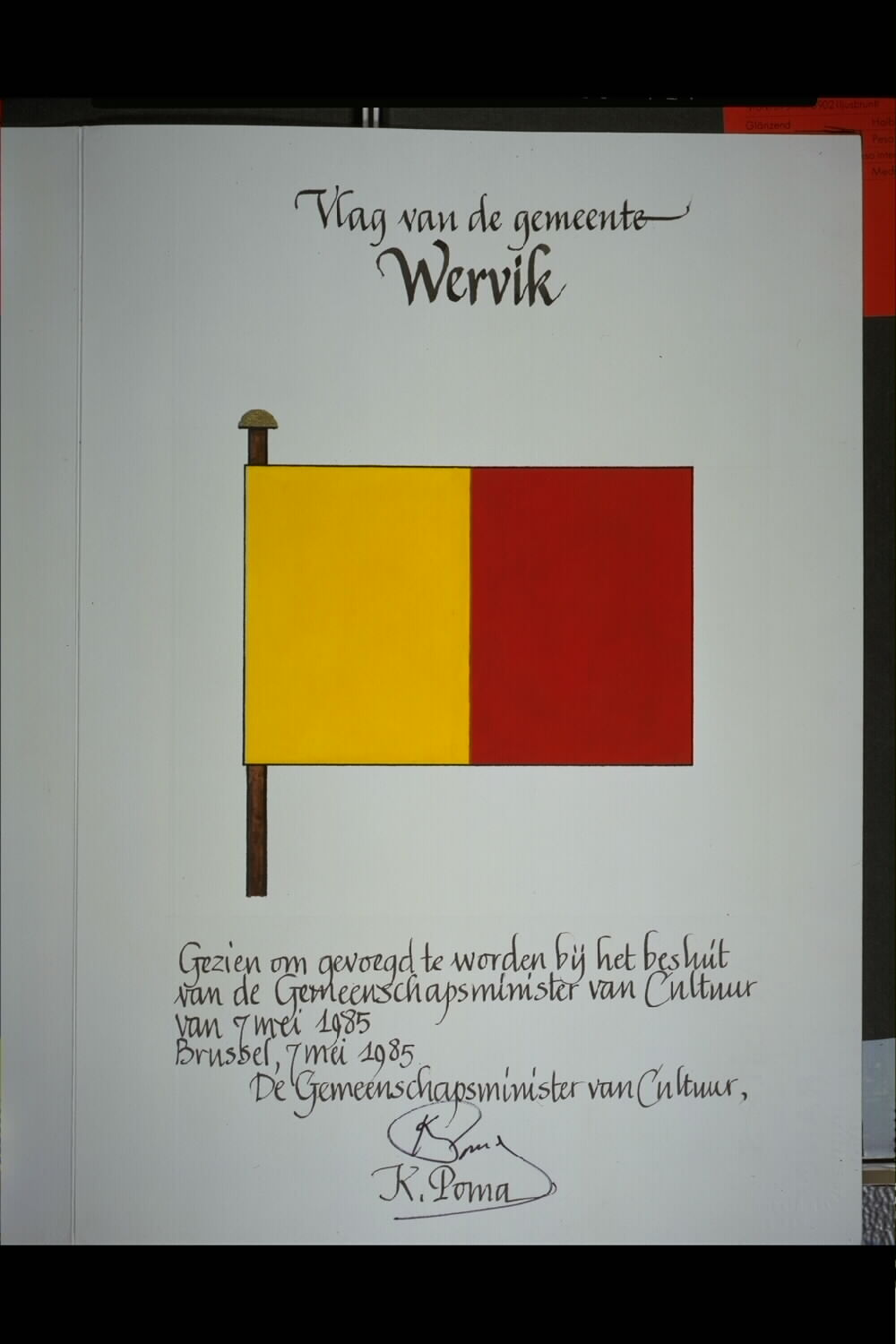
Дизайн прапора, намальований Карелом Помою
Герб Вервіка